# Makkabi Czernowitz
Makkabi Czernowitz (Roemeens: Macabi Cernăuţi, Oekraïens: Маккабі Чернівці) was een joodse voetbalclub  uit Cernăuți, een stad die achtereenvolgens tot Oostenrijk-Hongarije, Roemenië en de Sovjet-Unie toebehoorde en momenteel in Oekraïne ligt. 

## Geschiedenis
De club werd in 1909 opgericht als Wanderbund Blau-Weiß Czernowitz. In mei 1910 werd de naam veranderd in Sportklub Hakoah Czernowitz en in 1914 in Sport- und Turnverein Makkabi Czernowitz. 
In 1919 werd de club officieus kampioen van Boekovina en een jaar later werd de eerste officiële titel van Boekovina gewonnen. Dan speelde de club mee in de competitie van het district Cernăuți. Na een derde en een vierde plaats werd de club vier keer op rij vicekampioen. In 1926/27 werd de club dan kampioen en plaatste zich voor de eindronde om het Roemeense kampioenschap, waar de club in de voorronde werd uitgeschakeld. Na enkele podiumplaatsen werd de club opnieuw kampioen in 1930/31. Er namen slechts vijf teams deel en de club speelde in de halve finale tegen Societatea de Gimnastică Sibiu, maar verloor. Ook het volgende seizoen werd de club kampioen en in de eindronde stond de club opnieuw in de halve finale, dit keer tegenover Venus Boekarest, maar ook dit keer verloor de club. Na dit seizoen fusioneerde de club met Hakoah Czernowitz en bleef onder de naam Makkabi verder spelen.
Hierna speelde de club enkele mindere seizoenen en werd in 1935 nog vicekampioen. Na seizoen 1937 promoveerde de club naar de Divizia C (derde klasse), maar na 1938 werd deze divisie opgeheven en belandde de club terug in het district Cernăuți. Nadat de Russische troepen in 1940 de stad bezetten werd de club opgeheven.